# The Believe Foundation
The Believe Foundation é uma fundação privada assistencial sediada nos Estados Unidos.

## História e finalidade
Criada em 2006 pela cantora Rihanna, a fundação consiste em ajudar e proteger as crianças com doenças terminais e desfavorecidas de todo o mundo. No sítio da fundação, é possível fazer doações que revertem para o acréscimo de condições para as crianças, a nível educacional, financeiro, social e médico. A cantora realizou uma mini-digressão, A Girl's Night Out, para que o custo dos bilhetes revertesse a favor da organização para promover o início das suas actividades.
Atende ainda jovens com doenças que exigem tratamentos prolongados incluindo cancro, leucemia e AIDS. O caso mais mediático terá sido o de Jasmina Anema, menina de 6 anos, que lutava contra a leucemia diagnosticada em 2008, acabando por falecer a 27 de Janeiro de 2010.